# Hugo XIII de Lusinhão
Hugo XIII de Lusinhão, Hugo VIII de La Marche ou Hugo IV de Angolema ou Hugos XIII & VIII & IV de Lusinhão (25 de Junho de 1259 – 1 de Novembro de 1303, Angolema), sucessor de seu pai Hugo XII em 1270 como Senhor de Lusinhão, Conde de La Marche e Conde de Angolema.
Casou-se a 1 de Julho de 1276 em Pau com Beatriz de Bourgogne, Dama de Grignon (c. 1260 - Cognac, Junho de 1328/31 de Maio de 1329 e enterrada em Angolema), filha de Hugo IV, Duque da Borgonha e segunda esposa Beatriz de Champagne. Sucedeu-lhe o seu irmão, Guy I & I & I de Lusinhão.